# میلفورد (نیوجرسی)
میلفورد (به انگلیسی: Milford) شهری در ایالت نیوجرسی کشور ایالات متحده آمریکا است که جمعیت آن در سرشماری سال ۲۰۱۰ میلادی، ۱٬۲۳۳ نفر بوده‌است.